# Karl Elander
Karl Viktor Göte Elander, född 4 januari 1872 i Göteborg, död 1930, var en svensk tandläkare. 
Elander avlade studentexamen i Göteborg 1890, avlade tandläkarexamen i Stockholm 1894 och blev odontologie doktor i Helsingfors 1919. Han var praktiserande tandläkare i Göteborg från 1894. Han var redaktör och utgivare av tandläkartidskriften "Reflector" 1900–05, av "Odontologisk Tidskrift" 1906–12, av "Svensk tandläkaretidning" 1907–09, av "Skandinaviska tandläkareföreningens tidskrift" 1903, av dess "Förhandlingar" 1901 och 1903 och av "Göteborgs Tandläkareförenings förhandlingar" 1903–06. 
Elander var även redaktör för veckotidningen "Nyaste Snällposten" i Göteborg 1911–15 och dagliga tidningen "Afton-Tidningen" i Stockholm 1912–13. Han var stiftare av Nordisk odontologisk pressklubb och en av stiftarna av Nordiska odontologiska föreningen till befrämjande av undervisning och forskning. Han skrev ett stort antal odontologiska och socialekonomiska artiklar samt bland annat Uppslagsbok vid receptskrifning (1900) och Infekterade rotkanalers behandling (1919).